# Clemet Håkansson
Clemet Håkansson, född 28 april 1729 i Skåramåla, Almundsryds socken, Kronobergs län, död 15 april 1795 i Ekeberg, Urshults socken, Kronobergs län, var en svensk bonadsmålare.
Han var son till Håkan Marcusson och Elin Jonsdotter och från 1760 gift med Ingrid Eskilsdotter samt far till Abraham Clemetsson. Hans daterade produktion sträcker sig mellan 1757 och 1794, och han räknas som Allbo-Kinnevadmåleriets grundare. Många av hans motiv är inplacerade under arkadbågar som ger en tydlig avgränsning mellan de olika motiven på bonaden. Hans målningar gör ett högtidligt intryck med inflytande från kyrkomåleriet. Koloristiskt kan han rubriceras som den dåtida mästaren inom det sydsvenska måleriet. Han arbetade tillsammans med sin son och en viss tveksamhet kan ibland uppstå om det är Clemet eller sonen som har utfört de osignerade bonaderna från Allbo-Kinnevadsskolan. Håkansson är representerad vid : Nordiska museet, Kulturhistoriska museum i Lund och Varbergs museum. 